# Romaleini
Tribu
Synonymes
- Diponthini Pictet & Saussure, 1887
- Taeniopodini Brunner von Wattenwyl, 1893
- Zoniopodini Giglio-Tos, 1898
- Phrynotettigini Uvarov, 1943
- Brachystolini Rehn & Grant, 1959
- Dracotettigini Rehn & Grant, 1959
- Thrasyderini Rehn & Grant, 1959
- Spaniacrini Rehn & Grant, 1961

Les Romaleini sont une tribu d'insectes orthoptères de la famille des Romaleidae.

## Distribution
Les espèces de cette tribu se rencontrent en Amérique.

## Liste des genres
Selon Orthoptera Species File (21 juillet 2018) :
- genre Alophonota Stål, 1873
- genre Antandrus Stål, 1878
- genre Aplatacris Scudder, 1875
- genre Brachystola Scudder, 1876
- genre Callonotacris Rehn, 1909
- genre Chromacris Walker, 1870
- genre Coryacris Rehn, 1909
- genre Costalimacris Carbonell & Campos-Seabra, 1988
- genre Diponthus Stål, 1861
- genre Dracotettix Bruner, 1889
- genre Eidalcamenes Rosas Costa, 1957
- genre Gurneyacris Liebermann, 1958
- genre Limacridium Carbonell & Campos-Seabra, 1988
- genre Litoscirtus Bruner, 1907
- genre Phrynotettix Glover, 1872
- genre Radacridium Carbonell, 1984
- genre Romalea Serville, 1831
- genre Spaniacris Hebard, 1937
- genre Taeniopoda Stål
- genre Thrasyderes Bolívar, 1881
- genre Tytthotyle Scudder, 1897
- genre Xestotrachelus Bruner, 1913
- genre Zoniopoda Stål

## Systématique et taxinomie
Cette tribu a été décrite a été décrite par les entomologistes Alphonse Pictet et Henri de Saussure en 1887. Romalea Serville, 1831 en est le genre type.
Les tribus des Chariacrini, Elaeochlorini et Tropidacrini ont été relevées de leurs synonymie avec les Romaleini

## Publication originale
- Pictet & Saussure, 1887 : Catalogue d'Acridiens. Mitteilungen der Schweizerischen Entomologischen Gesellschaft, vol. 7, no 9, p. 331-376 (texte intégral).